# Fafen
Le Fafen est un cours d'eau d'Éthiopie. 

## Description
Il prend sa source dans les montagnes ahmar, dans le massif éthiopien, proche de la ville de Djidjiga. Ensuite il coule en direction du sud et atteint le fleuve Chébéli lors des crues et inondations, car le ruisseau s'évapore entièrement entre Kebri Dahar et sa confluence.
Ces eaux terminent donc dans l'océan indien.